# The Name of the Doctor
"The Name of the Doctor" (intitulado "O Nome do Doutor" no Brasil) é o décimo terceiro e último episódio da sétima temporada da série de ficção científica britânica Doctor Who, transmitido originalmente através da BBC One em 18 de maio de 2013. Foi escrito pelo showrunner Steven Moffat e dirigido por Saul Metzstein.
No episódio, uma entidade chamada a Grande Inteligência (Richard E. Grant) sequestra as detetives da era vitoriana Madame Vastra (Neve McIntosh), sua esposa Jenny Flint (Catrin Stewart) e seu mordomo Strax (Dan Starkey), para forçar seu amigo, o alienígena viajante do tempo conhecido como o Doutor (Matt Smith), a ir para o planeta Trenzalore, o local do futuro túmulo dele para forçá-lo a abrir a porta para que a Inteligência possa reverter todas as vitórias do Doutor. O episódio também marca a a primeira aparição de John Hurt como o Doutor da Guerra.
Moffat disse que queria apresentar um novo monstro no episódio pois a temporada já tinha visto muitos vilões retornando e também apresenta várias referências a episódios anteriores da série. Contou ainda com a volta de muitos atores convidados, incluindo Alex Kingston como River Song, enquanto Starkey, Stewart, McIntosh reprisaram seus papéis como os membros da Paternoster Gang mais uma vez na temporada e Grant interpretou a Inteligência após ter aparecido como o Dr. Simeon em "The Snowmen". O episódio foi assistido por 7,45 milhões de espectadores no Reino Unido e recebeu avaliações positivas dos críticos. Ele vazou nos Estados Unidos quando o lançamento do Blu-ray foi distribuído antecipadamente devido a um erro de produção.

## Enredo

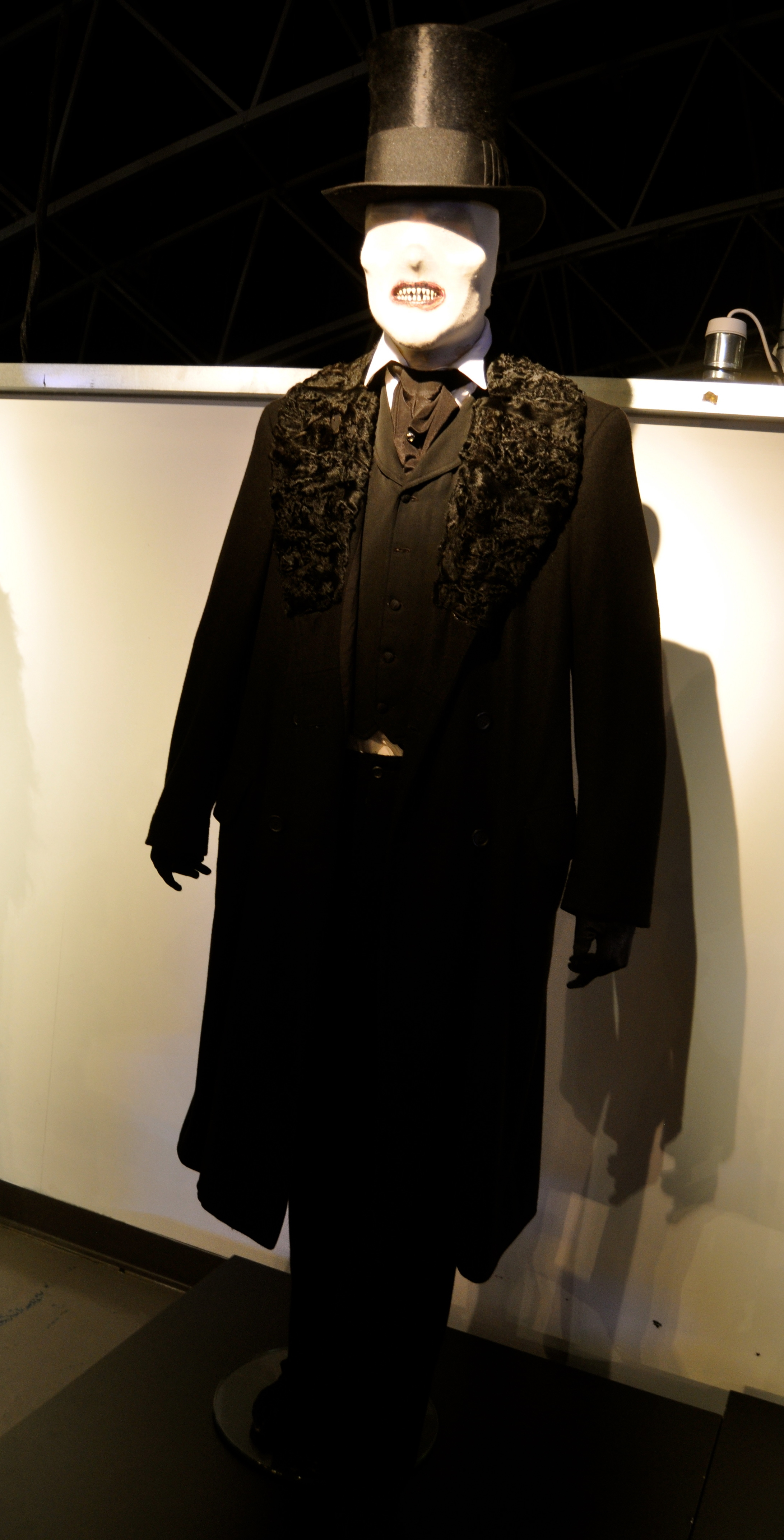
Os Homens Sussurro vistos no episódio em exposição na Doctor Who Experience

Em 1893, Madame Vastra e Jenny Flint recebem informações sobre "um segredo que levará o Doutor para o túmulo e ele foi descoberto" e usam drogas soporíferas para realizar uma teleconferência através do tempo e espaço entre elas, Strax, River Song e Clara Oswald em um sonho para compartilharem a informação. Durante a conferência, humanoides sem olhos chamados Homem Sussurro sequestram Vastra e Strax e matam Jenny. A Grande Inteligência se revela e diz a Clara para falar ao Doutor que seus amigos estão "perdidos", a menos que ele vá para Trenzalore.
O Doutor e Clara viajam para o planeta, que guarda seu futuro túmulo, para salvá-los. O local está coberto de lápides, resultado de uma grande guerra, enquanto uma versão futura da TARDIS (tendo se deteriorado e crescido a um tamanho enorme) fica acima do cemitério. A dupla é atacada pelos Homens Sussurro, mas um eco de River, ainda telepaticamente ligado a Clara, ajuda-os a direcioná-los para uma rota de fuga que leva à TARDIS gigante. Strax revive Jenny e os dois, juntos com Vastra, são despertados pelas criaturas e encontram a Grande Inteligência, usando a forma física do Dr. Simeon, que eles haviam encontrado antes.
A Inteligência ameaça matar os aliados do Doutor a menos que ele diga seu verdadeiro nome para destrancar as portas da TARDIS, que se recusa, mas River o faz. Lá dentro, o Doutor revela que não há um corpo no túmulo, mas uma coluna pulsante de luz que é seu próprio fluxo de tempo, no qual a Inteligência entra para desfazer o passado do Doutor como vingança por todas as derrotas que sofreu. Os efeitos positivos das viagens dele começam a ser anulados pela interferência, enquanto estrelas desaparecem do céu junto com Jenny, da mesma forma como Strax se torna hostil a Vastra.
Clara se lembra do Doutor dizendo a ela que tinha o ajudado em outros lugares no tempo e no espaço e também entra no fluxo para restaurar a linha do tempo dele, trazendo Jenny e Strax de volta no processo. Ecos de Clara caem através do espaço e do tempo e aparecem em aventuras das vidas passadas do Doutor, que uma vez restaurado, também entra no fluxo do tempo para salvá-la, guiando-a de um lugar onde ela vê várias encarnações anteriores suas. Reunidos, os dois avistam outra figura idosa nas sombras que Clara não reconhece. O Doutor explica que ela é outra encarnação passada dele mesmo, mas o que ele fez no passado não foi em nome do Doutor. A figura se vira, revelando ser a encarnação que lutou durante a Guerra do Tempo.

## Produção
O showrunner e roteirista Steven Moffat afirmou que queria ter um novo monstro no final, pois a sétima temporada já tinha visto o reaparecimento de monstros antigos como os Ice Warriors, Cybermen e Daleks. A ideia para os Homens Sussurro veio do "pensamento de criaturas estilosas, sussurrantes e quase sem rosto", o que parecia assustador e apropriado para "um episódio que olha para o passado e para o futuro".

### Filmagens
O episódio foi dirigido por Saul Metzstein. Em uma cena em que Strax briga com um escocês, o ator Dan Starkey irrompeu por uma janela com sua maquiagem de Sontaran. O escocês foi retratado por um dublê. Uma cena posterior envolvendo River Song, na qual ela dá um tapa em Vastra, teve a atriz Alex Kingston realmente estapeando Neve McIntosh, com uma nota de roteiro para a cena dizendo "Boa sorte, Neve!" Efeitos práticos também foram usados para o pouso forçado da TARDIS em Trenzalore, com explosões e incêndios sendo usados no set da nave. Matt Smith foi aconselhado a não balançar nos guardas de trilhos da TARDIS durante a explosão, embora ele tenha feito isso de qualquer maneira.

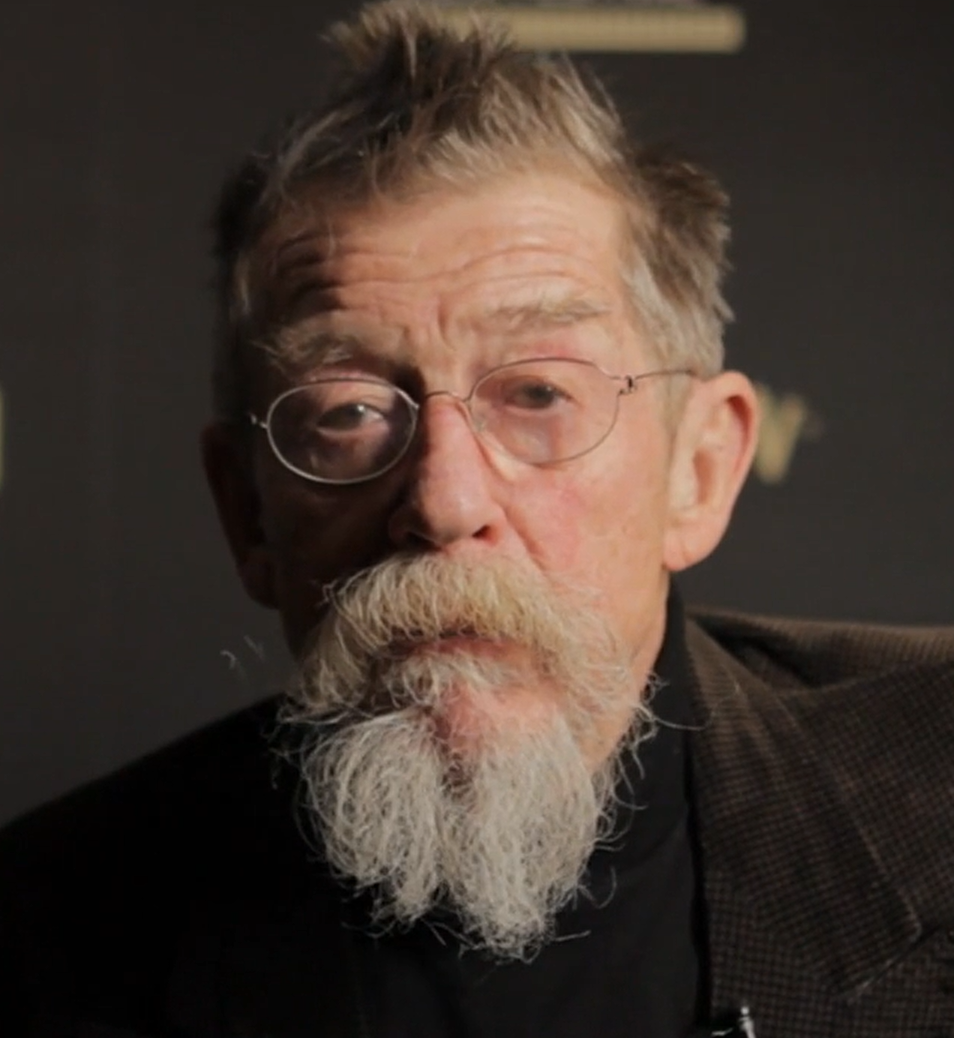
O episódio apresentou John Hurt como o Doutor da Guerra.

O episódio contém imagens de arquivo das encarnações anteriores do Doutor. Especificamente, vídeos do Primeiro Doutor (de The Aztecs, 1964, com diálogos de The Web Planet, 1965), do Segundo e Terceiro Doutores (ambos de " The Five Doctors", 1983), do Quarto (The Invasion of Time, 1978), Quinto (Arc of Infinity, 1983) e Sétimo Doutor (Dragonfire, 1987) foram mostrados. Dublês foram usados para algumas outras breves aparições, incluindo o Sexto Doutor passando por Clara enquanto ela está em um corredor. Vários Doutores também podem ser vistos correndo por ela no fluxo temporal do Doutor.

### Elenco
"The Name of the Doctor" é estrelado por Matt Smith e Jenna-Louise Coleman como o Décimo primeiro Doutor e Clara Oswald, respectivamente. Muitos atores reprisaram seus papéis no episódio. Alex Kingston reprisou seu papel como River Song, enquanto Dan Starkey, Caitrin Stewart e Neve McIntosh reprisaram seus papéis como Strax, Jenny e Vastra da Paternoster Gang, respectivamente. Richard E. Grant interpretou o hospedeiro humano da Grande Inteligência, Dr. Simeon, reprisando seu papel de "The Snowmen" (2012). Eve de Leon Allen e Kassius Carey Johnson também reprisaram seus papéis como Angie e Artie, duas crianças que Clara cuida, no episódio. Papéis adicionais incluíram Sophie Downham como a jovem Clara e Paul Kasey, que interpretou os Homens Sussurro.
John Hurt fez sua primeira aparição como o Doutor da Guerra, uma encarnação do Doutor que lutou na Guerra do Tempo, um grande conflito entre a raça do Doutor, os Senhores do Tempo, e os Daleks. Ele apareceria mais tarde em "The Night of the Doctor" e "The Day of the Doctor".

## Transmissão e recepção

### Mini-episódios
"The Name of the Doctor" foi lançado junto com vários mini-episódios. "She Said, He Said" serve como um prelúdio, no qual o Doutor e Clara têm um monólogo sobre o quão pouco eles sabem um sobre o outro e que eles descobriram o segredo um do outro em Trenzalore. Foi lançado em 11 de maio de 2013 na BBC Red Button e online. Os espectadores que usaram o Red Button puderam acessar o prólogo entre 7h40 e meia-noite todas as noites, até que "The Name of the Doctor" foi ao ar em 18 de maio de 2013. Também foram lançados para promover o episódio três "Strax Field Reports", no primeiro dos quais, com o subtítulo "The Name of the Doctor", Strax informa os Sontarans de uma grande batalha prevista para ocorrer e admitindo suspeitas de que tinha a ver com o maior segredo do Doutor. Ele informou ao planeta Sontar que a operação era chamada de "O Nome do Doutor". No segundo, subintitulado "A Glorious Day Is Almost Upon Us...", Strax discute um "dia glorioso" em que a morte era provável. O último – "The Doctor's Greatest Secret" –  discutiu o cliffhanger do episódio, comentando que este novo Doutor tinha a aparência de um guerreiro. Este foi o único "relatório" divulgado após o episódio.

### Vazamento
Em 12 de maio de 2013, uma semana antes da estreia oficial, foi anunciado que 210 fãs de Doctor Who nos Estados Unidos receberam seu conjunto de Blu-ray da segunda metade da sétima temporada mais cedo devido a um erro de produção. Depois de solicitar com sucesso que eles não revelassem o enredo, a BBC enviou aos destinatários cópias de uma entrevista com o elenco. Moffat mais tarde elogiou os "210 deles, com o episódio ultrassecreto em suas mãos - e porque pedimos gentilmente, eles não disseram uma palavra."

### Transmissão
"The Name of the Doctor" foi transmitido pela primeira vez no Reino Unido na BBC One em 18 de maio de 2013. Os números preliminares de audiência durante a noite mostraram que foi assistido por 5,46 milhões de espectadores em seu lançamento inicial. Quando os espectadores que assistiram ao episódio mais tarde foram levados em consideração, o número subiu para 7,45 milhões, tornando Doctor Who o terceiro programa mais assistido da semana na BBC One. Recebeu um Índice de Apreciação do público de 88.

### Recepção critica
| Críticas profissionais: | Críticas profissionais: |
| Avaliações da crítica   | Avaliações da crítica   |
| Fonte                   | Avaliação               |
| ----------------------- | ----------------------- |
| IGN                     | 9,1/10                  |
| New York Magazine       | [ 22 ]                  |
| Radio Times             | [ 23 ]                  |
| SFX                     | [ 24 ]                  |
| The A.V. Club           | C+                      |
| The Telegraph           | [ 26 ]                  |
| TV Fanatic              | [ 27 ]                  |

O episódio recebeu críticas positivas. O The Guardian descreveu-o como "o melhor episódio da temporada" e "possivelmente o melhor final que já vimos".
Mark Snow da IGN deu ao episódio uma nota 9,1 de 10, elogiando a conversa final entre o Doutor e River Song, bem como a revelação sobre Clara; no entanto, ele observou que a Grande Inteligência foi "um pouco decepcionante" e "não muito ameaçadora" e que embora os Homens Sussurro tenham impressionado inicialmente, eles não "foram um grande vilão".
Michael Hogan do The Daily Telegraph disse que o episódio foi uma melhoria em relação aos dois anteriores. Ele observou que foi "importante, comovente e emocionante". No entanto, também observou que o episódio teve "um pouco de exposição desajeitada, um ponto estranho de CGI fraco e algumas metáforas pouco convincentes sobre suflês e folhas". Apesar disso, ele o chamou de "um final brilhante e de tirar o fôlego". Patrick Mulkern da Radio Times elogiou o episódio, destacando as performances do elenco, a direção de Metzstein e a revelação de John Hurt como o Doutor da Guerra.
O episódio foi indicado ao Prêmio Hugo de 2014 de Melhor Apresentação Dramática (Forma Curta), junto com o episódio "The Day of the Doctor", o docudrama An Adventure in Space and Time e a paródia The Five(ish) Doctors Reboot.  Eles perderam para o episódio "The Rains of Castamere" de Game of Thrones.